# Clan Fraser (Schiff, 1938)
Clan Fraser war ein britischer Schnellfrachter der Cameron-Klasse. Es war das dritte von vier Schiffen, das nach dem schottischen Clan Fraser benannt wurde.

## Geschichte
Die Clan Fraser wurde von der Greenock Dockyard Company in der Werft in Cartsdyke East in Greenock für die Clan Line gebaut. Am 20. Dezember 1938 lief sie vom Stapel und wurde im Februar des folgenden Jahres fertiggestellt und wurde mit Glasgow als Heimathafen in Dienst gestellt.
Im Zweiten Weltkrieg diente die Clan Fraser den alliierten Streitkräften als Versorgungsschiff. Aufgrund seiner relativ hohen Geschwindigkeit war es nicht durch U-Boot-Angriffe gefährdet und so wurde es im ersten Kriegsjahr unabhängig von Schiffskonvois weltweit eingesetzt. Auch später kam es vereinzelt unabhängig zum Einsatz.
Innerhalb des Konvois WN 13 transportierte sie Stückgut zwischen dem 5. und 8. September 1940 vom Firth of Clyde nach Methil und kehrte vom 30. September bis zum 3. Oktober 1940 mit Konvoi OA 222 wieder zurück. Innerhalb des Konvois Operation Collar vom 15. bis zum 28. November 1940 verbrachte die Clan Fraser Nachschub vom Firth of Clyde nach Malta. Ein geplanter italienischer Angriff auf den Konvoi konnte durch die Seeschlacht bei Kap Teulada abgewehrt werden.
Konvoi MG 1 brachte Clan Fraser und das Schwesterschiff Clan Forbes zwischen dem 20. und 24. Dezember 1940 nach Gibraltar von wo sie zurück zum Firth of Clyde eskortiert wurden. Nachdem das Schiff Waffen und 250 t TNT geladen hatte, legte es am 8. Februar 1941 ab. In einer unabhängigen Fahrt umfuhr es Afrika und erreichte am 21. März Aden. Im Konvois BN 21 fuhr es vom 21. bis zum 24. März nach Sues. Nach der Durchfahrt durch den Suezkanal schloss es sich am 1. April 1941 in Alexandria dem Konvoi ANF 24 an und erreichte am 4. April den Hafen von Piräus und begann mit dem Löschen der Fracht.
Nachdem das Deutsche Reich am 6. April 1941 dem Königreich Griechenland den Krieg erklärt hatte, flog die 7. Staffel des Kampfgeschwader 30 in der folgenden Nacht einen Luftangriff auf den Hafen von Piräus. Der Staffelkapitän, Hauptmann Hans-Joachim Herrmann traf die Clan Fraser mit einer Bombe mit verzögerter Zündung, die am 7. April um 3:15 Uhr explodierte und auch das noch nicht entladene TNT zur Detonation brachte. Die Häuser in Piraeus wurden erschüttert und noch im 14 km entfernten Psychiko barsten die Scheiben. Verstreute heiße Trümmerteile steckten Häuser im Hafen in Brand. Die zerstörte Clan Fraser sank, sechs Männer starben und neun wurden verwundet, während der Kapitän J. H. Giles überlebte. Sechs Handelsschiffe, 60 Leichter und 25 Kaikis wurden zerstört. Auch ein Munitionsleichter und ein Munitionszug wurden vernichtet.
Der Historiker Christopher Buckley wunderte sich warum man damals nach der Kriegserklärung die Löschung des TNTs nicht voran trieb. Auch, dass man die Clan Fraser nicht bei Nacht zu einem Ankerplatz außerhalb des Hafens brachte, wie es aus Sicherheitsgründen üblich war, blieb für ihn unverständlich. Die Explosion wirkte sich auch auf die Front im Norden aus, da eine Kompanie der Royal Engineers verspätet abreiste, da sie noch mit der Beseitigung der Trümmer im Hafen beauftragt wurde. Auch eine leichte Flugabwehrkanone, die nach Larisa verlegt werden sollte, wurde nun zum Schutz des Hafens zurückbehalten.